# Сејлем (Охајо)
Сејлем (енгл. Salem) град је у америчкој савезној држави Охајо.

## Демографија
По попису из 2010. године број становника је 12.303, што је 106 (0,9%) становника више него 2000. године.
| Група             | 2000.          | 2010.          |
| Белци             | 11.945 (97,9%) | 11.708 (95,2%) |
| Афроамериканци    | 63 (0,5%)      | 84 (0,7%)      |
| Азијати           | 42 (0,3%)      | 50 (0,4%)      |
| Хиспаноамериканци | 66 (0,5%)      | 310 (2,5%)     |
| Укупно            | 12.197         | 12.303         |